# اندرو سدوت
اندرو سدوت (انگلیسی: Andrew Sudduth; ۲۱ نوامبر ۱۹۶۱ – ۱۵ ژوئیهٔ ۲۰۰۶) قایقران روئینگ اهل ایالات متحده آمریکا بود.